# Shirley Horn
Shirley Horn (Washington D.C., 1 mei 1934 – Cheverly, Maryland, 20 oktober 2005) was een Amerikaanse jazz-zangeres en -pianiste. Ze werd gelanceerd door Miles Davis in 1960.
Ze is het meest bekend van haar opnames voor Verve Records sinds 1986. Volgens haar platenfirma wordt ze "alom aangezien als de voornaamste zingende pianist in jazz sinds Nat "King" Cole".

## Leven en carrière
Als wonderkind was ze bezeten door de piano sinds haar vierde, en groeide al snel uit tot een virtuoos pianospeler. Op haar twaalfde studeerde Horn muziek op academisch niveau.
Na haar klassieke piano-opleiding viel ze al snel voor de jazz en startte als studente een eigen jazztrio. Over deze ommekeer zei ze later: "I loved Rachmaninoff, but then Oscar Peterson became my Rachmaninoff. And Ahmad Jamal became my Debussy".
Ze brak eigenlijk pas echt door in de jaren 80, aangezien ze tot dan de opvoeding van haar dochter en haar gezin had laten primeren op haar artistieke activiteiten. Ook kreeg ze dan pas volledige vrijheid van de platenfirma, want haar vorige uitgever wilde haar enkel als zangeres, niet als pianiste.
Ze verwierf een cultstatus en bleef tot op hoge leeftijd met succes optreden en opnames maken en wereldwijd haar fans verrukken.
Horn wordt wel beschouwd als een van de vier Amerikaanse "great jazz diva's", samen met de legendarische Billie Holiday, Ella Fitzgerald en Sarah Vaughan.
Ondanks gezondheidsproblemen in de jaren 2000, waarbij ze borstkanker overleefde en een voetamputatie onderging wegens haar diabetes, nam ze nog geen afscheid van het podium (al bespeelde ze niet altijd zelf meer de piano). Tijdens een van haar laatste optredens, eind 2004, in haar thuisstad Washington D.C., klom ze vanuit haar rolstoel op de pianostoel en bracht Here's to life, het nummer dat als haar testament beschouwd mag worden.
Op haar laatste volwaardige album, "May the Music Never End" (2003), wordt de piano uitzonderlijk door anderen bespeeld: door George Mesterhazy en vooraanstaand jazzpianist Ahmad Jamal, die in zijn 55-jarige muzikale loopbaan nooit eerder een vocalist had begeleid.
Shirley Horn overleed op 71-jarige leeftijd aan complicaties bij een beroerte.

## Successen en erkenning
De vooraanstaande Franse "Academie Du Jazz" reikte aan Shirley Horn in 1990 de Prix Billie Holiday uit voor haar plaat Close Enough for Love, volgens kenners een essentieel album.
Horn werd tijdens haar carrière veelvuldig genomineerd voor Grammy Awards (negen keer, waarvan 7 direct opeenvolgend), en ze won er ook één in 1999 in de categorie Best Jazz Vocal Album voor het album I Remember Miles. Dit album was een eerbetoon aan haar ontdekker, die in 1991 (het jaar waarin hij overleed), na 4 decennia nog een zeldzaam gastoptreden had gemaakt als vocalist-begeleidend muzikant op haar album You Won't Forget Me.
Miles Davis noemde Horn de enige die hem met haar pianospel en zang tot tranen kon brengen.
Ook het album Here's to life, uit 1992, haar bestverkopende, ontving een Grammy Award, en wel voor beste arrangementen voor een vocaal album, met name van de veelbekroonde Johnny Mandel. Dit was een bijzondere stap, aangezien Horn quasi uitsluitend in triobezetting speelde, en nu voor het eerst echt haar uitvoeringen met groot orkest bewerkt zag. Het titelnummer wordt algemeen beschouwd als haar identificerende "signature song". De samenwerking met Mandel werd herhaald in 2001 voor het album You're My Thrill. (Voor beide albums ontving ze een Edison Award, onder andere op het gereputeerde internationaal North Sea Jazz Festival).
Haar albums Here's to Life, Light Out of Darkness (A Tribute to Ray Charles), en I Love You, Paris (LIVE) bereikten alle de eerste plaats in de Amerikaanse Billboard jazz hitparade.
Het Amerikaanse Parlement (109th US Congress) gaf haar een officiële erkenning wegens haar "vele verwezenlijkingen en bijdragen binnen de wereld van jazz en Amerikaanse cultuur", ze trad op in het Witte Huis voor verscheidene VS-presidenten. Horn ontving tevens een eredoctoraat van het Berklee College of Music in Boston in 2002.
Ze werd in 2005 opgenomen in de "National Endowment for the Arts"-erelijst met de Jazz Masters Award, (de hoogste carrière-onderscheiding in de VS voor jazzmuzikanten).
Shirley Horn was erg gerespecteerd door haar collega's in de jazzwereld, en heeft samengewerkt met vele jazzgroten, onder wie Miles Davis, Quincy Jones, Dizzy Gillespie, Toots Thielemans, Ron Carter, Carmen McRae en Wynton Marsalis.
Ze verwierf vele belangrijke bekroningen, voornamelijk in de Verenigde Staten, voor haar bijdrage tot de jazz.
Zangeres Diana Krall, die eveneens zichzelf op de piano begeleidt, heeft herhaaldelijk aangegeven sterk door Shirley Horn beïnvloed te zijn.

## Aparte plaats binnen de jazz
Binnen haar trio werkte ze bijna 30 jaar lang samen met dezelfde ritmesectie: Charles Ables, op bas, en Steve Williams, op drums.
Don Heckman beklemtoont in de Los Angeles Times van 2 februari 1995 het belang van deze muzikanten voor de sound van Horn: "werkend met oeverloze subtiliteit, elke improvisatie van Horn volgdend, vormden ze de ideale begeleiders voor een artieste die niet tevreden was met minder dan perfectie".
Opmerkelijk voor Shirley Horn is haar unieke stijl, zowel in haar zingen als in haar pianospel, die ze in het begin van haar carrière reeds etaleerde, terwijl ze steevast weigerde artistieke concessies te doen om gemakkelijker succes te verwerven. Wegens haar meesterlijke gebruik van dynamiek, timing en ruimte (de stiltes tussen geluid) is ze door kenners vergeleken met pianisten als Ahmad Jamal, Wynton Kelly, Duke Ellington, Count Basie en Bill Evans. Gezien haar interpretatieve kracht wordt ze door critici beschouwd als een zangeres van het kaliber van Sarah Vaughan, Ella Fitzgerald en Carmen McRae.
Horn geldt als een meester van de sfeer, met een grote persoonlijke interpretatieve beleving.
Ondanks haar onmiskenbare swingtalent is haar handelsmerk de langzame, doorleefde intieme ballade. Haar spaarzame frasering en warme, enigszins rokerige stem staan garant voor expressieve spanning en muzikale intensiteit.

## Discografie
- 1960 "The Real Thing"
- 1960 "Where are you going"
- 1961 "Live At The Village Vanguard"
- 1961 "Embers and Ashes"
- 1963 "Shirley Horn with Horns"
- 1963 "Loads of Love"

- 1965 "Travelin' Light"
- 1978 "A Lazy Afternoon"
- 1981 "All Night Long"
- 1981 "Violets for Your Furs"
- 1984 "Garden of the Blues"

- 1987 "Softly"
- 1987 "I Thought about you"
- 1988 "Close Enough for Love"
- 1990 "You Won't Forget Me"
- 1991 "Loads of Love/Shirley Horn with Horns" (heruitgave werk 1963)
- 1991 "Here's to Life" (Shirley Horn with Strings)
- 1993 "Light out of Darkness"
- 1994 "I Love You, Paris" (LIVE)
- 1996 "The Main Ingredient"
- 1997 "Loving You"
- 1998 "I Remember Miles"
- 2001 "You're My Thrill"
- 2003 "May the Music never end"

- Bibsys: 1059814
- Biblioteca Nacional de España: XX1740958
- Bibliothèque nationale de France: cb13895329k (data)
- Gemeinsame Normdatei: 13146776X
- International Standard Name Identifier: 0000 0001 1476 5563
- Library of Congress Control Number: n92006094
- Nationale Bibliotheek van Letland: 000069736
- MusicBrainz: 1f72d108-f2dc-44cd-8213-8d3426cc2c9a
- Nationale Bibliotheek van Tsjechië: xx0023859
- Nationale Bibliotheek van Israël: 987007420502005171
- Nederlandse Thesaurus van Auteursnamen: 073495158
- LIBRIS: 265708
- Système universitaire de documentation: 088940721
- Virtual International Authority File: 85450461
- WorldCat: E39PBJyH3yQWhWBvddy3WjRh73